# Радецькі з Радца
Радецькі з Радца або Радецькі з Радче (чес.: Radečtí з Radče)  — давній чеській шляхетський рід, яка згодом досягла до панського та графського титулів. Спочатку вони проживали у фортеці Радеч (Радець) на північ від Нової Биджови.

## Історія
Згадки про родоначальника роду походять з XIV століття, у якого було чотири сини. Один із них, Вацлав з Радче, працював у релігійних адміністраціях у Регенсбурзі, Оломоуці та Празі. Він став п'ятим директором будівництва Празького собору св. Віта, під керівництвом якого були закладені фундаменти нави. Також був ініціатором перенесення до храму останків святого Одри.
Онуки брата Вацлава — Альберта заснували чотири гілки роду: вони володіли маєтками Радечі, Кржичові, Ланові й Радостові. Він них пішли пани Радецькі, Кричовські, Лановські, Радостовські. Три з цих гілок вимерли до 18 століття. 
Радецька гілка, яка проіснувала найдовше, прославила весь рід. Пан Криштоф втратив Радостов через конфіскацію маєтку після повстання, який, однак, викупила його дружина. Їхній син Ян Їржі купив палац в Требніце і Творшовіце в Седлчанах, також він був губернатором Влтавського краю. У 1648 році йому був наданий панський титул.
1764 році Вацлав Леопольд Ян отримав графський титул. Члени роду переважно служили у війську. Йоган Ернст Ґотліб († 1784) був євангельським богословом, працював, зокрема, учителем у Тешині та суперінтендантом в Олешницькому князівстві.
Найвідомішим представником династії Йозеф Вацлав Антонін Радецький з Радца (1766–1858), фельдмаршал і верховний командувач австрійськими імперськими військами. Відзначився в боях проти турків, Наполеона, брав участь у битві під Ваграмом. Розробив союзницький план битви під Лейпцигом, командував австрійською армією в Ломбардії та Венеції. У віці вісімдесяти трьох років він розгромив війська короля Сардинії. Помер 1858 року в Мілані.
На початку 20 століття родина жила в Бадені.
У гербі роду зображена піка (спис), яка схожа на видовжену лопату. Щит герба розділений на червоне та синє поля.
Рід був споріднений зі шляхетськими родинами Берковських з Щебірова, Маловцями з Маловиц, Приховськими, Вратиславами з Мітровиць і Ледецькими з Ледця.